# Goniodes stefani
Goniodes stefani är en insektsart som beskrevs av Clay och Hopkins 1955. Goniodes stefani ingår i släktet medusalöss, och familjen fjäderlöss. Inga underarter finns listade i Catalogue of Life.